# Agordo
Agordo  (ladin: Agort ou Egort) est une commune de la province de Belluno, dans la région Vénétie, en Italie. Agordo est le centre principal de l'Agordino (it), petit territoire correspondant au bassin du haut et moyen Cordevole et de ses affluents.

## Administration
| Période                                  | Période  | Identité    | Étiquette    | Qualité |
| ---------------------------------------- | -------- | ----------- | ------------ | ------- |
| 14 juin 2004                             | En cours | Renzo Gavaz | Rinnovamento |         |
| Les données manquantes sont à compléter. |          |             |              |         |

### Hameaux
Brugnach, Colvignas, Crostolin, Farenzena, Giove, Le Grave, Mozzach (ladin: Mozach), Parech, Piasent, Ponte Alto (ladin: Pont Alt), Rif, Toccol (ladin: Tocol), Valcozzena (ladin: Valcozena), Val di Frela, Veran.

### Communes limitrophes
La Valle Agordina, Rivamonte Agordino, Taibon Agordino, Voltago Agordino, Zoldo Alto.

## Jumelages
- Zugliano (Italie) ;
- Dolomieu (France) depuis 2005.

## Personnalités liées à la commune
- Friedrich Mohs, géologue allemand ;
- Leonardo Del Vecchio, entrepreneur italien.